# Grajewo (gromada)
Grajewo – dawna gromada, czyli najmniejsza jednostka podziału terytorialnego Polskiej Rzeczypospolitej Ludowej w latach 1954–1972.
Gromady, z gromadzkimi radami narodowymi (GRN) jako organami władzy najniższego stopnia na wsi, funkcjonowały od reformy reorganizującej administrację wiejską przeprowadzonej jesienią 1954 do momentu ich zniesienia z dniem 1 stycznia 1973, tym samym wypierając organizację gminną w latach 1954–1972.
Gromadę Grajewo z siedzibą GRN w mieście Grajewo utworzono 31 grudnia 1959 w powiecie grajewskim w woj. białostockim z obszaru zniesionych gromad Szymany i Flesze w tymże powiecie i województwie; równocześnie do nowo utworzonej gromady Grajewo przyłączono wsie Kurczątki i Marchewki oraz Państwowe Gospodarstwo Rolne Dybówko z gromady Różyńsk Wielki w powiecie piskim w woj. olsztyńskim.
1 stycznia 1969 do gromady Grajewo przyłączono obszar zniesionej gromady Wierzbowo oraz wsie Chojnówek i Kurejewka z gromady Szczuczyn; z gromady Grajewo wyłączono natomiast wsie Kurczątki, Marchewki i PGR Dybówko włączając je do gromady Prostki w tymże powiecie.
Gromada przetrwała do końca 1972 roku, czyli do kolejnej reformy gminnej. Z dniem 1 stycznia 1973 roku utworzono gminę Grajewo.